# Barthélemy de Vignory
Barthélemy de Vignory (né vers 1141 - † vers 1190) est seigneur de Vignory à la fin du XIIe siècle. Il est le fils de Guy IV, seigneur de Vignory.

## Confusions historiques
Selon certains historiens, il serait le fils de Guy V, mais il serait plutôt le fils de Guy IV, et donc un frère puîné de Guy V, mort peu de temps après son père,.
D'autres historiens l'ont également cité sous le nom de Roger II.

## Biographie

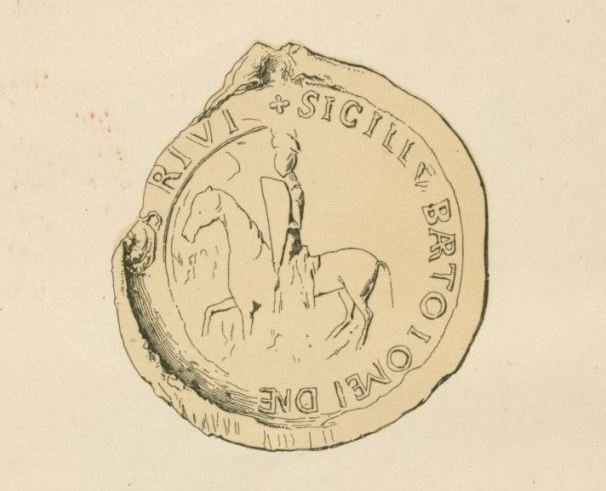
Sceau de Barthélemy de Vignory.

Vers 1150, il succède probablement à son père, Guy IV de Vignory, décédé en Terre sainte avec son fils aîné, Guy V, lors de la deuxième croisade.
Contrairement à ses ancêtres, Barthélemy s'est montré peu généreux envers l'Église, et n'a fait aucun don au prieuré de Vignory comme de coutume dans sa famille. Il a également différents litiges avec les moines de l'abbaye de Clairvaux, et il doit leur demander pardon de ses dommages en 1158 et 1178. Avant de partir en croisade, il fait également une restitution aux moines de l'abbaye de Beaulieu. Il a également une querelle avec l'abbaye de La Crête.
En 1168, le comte de Champagne Henri Le Libéral lui fait don en augment de fief de l'alleu d'Oudincourt,.
En 1189, il participe à la troisième Croisade avec son fils Guy VI, où ils trouvent la mort vers 1190 pendant le siège de Saint-Jean-d'Acre,.
Après sa mort, sa veuve, Elvide de Brienne, fonde l'hôpital de Vignory et s'y retire comme sœur hospitalière.

## Mariage et enfants
Il épouse probablement en premières noces une dame de Coublant, dont il aurait eu une fille :
- Elisabeth de Vignory, citée dans une charte de 1179.

Avant 1158, il épouse Elvide de Brienne, fille de Gautier II, comte de Brienne, et d'Adèle de Soissons, dont il a peut-être six ou sept enfants :
- Barthélemy de Vignory, probablement mort jeune[3].
- Guy de Vignory, qui part en Terre sainte avec son père et qui décède également au siège de Saint-Jean-d'Acre vers 1191. Probablement décédé sans avoir été marié ni avoir eu de postérité.
- Gautier de Vignory, qui succède à son père comme seigneur de Vignory.
- Alix de Vignory, qui épouse Foulques II de Choiseul, dont elle au moins cinq enfants.
- Béatrix de Vignory, qui épouse en premières noces Henri Gros, seigneur de Brancion et d'Uxelles, fils de Josserand III Gros de Brancion et d'Alix de Chalon, dont elle au moins deux enfants. Veuve, elle épouse en secondes noces Dalmas de Semur, seigneur de Luzy, dont elle au moins deux autres enfants.
- Béatrix de Vignory, qui aurait épousé Jean Ier de Roucy, comte de Roucy, mais n'aurait pas eu de postérité.
- peut-être Ermengarde de Vignory, qui épouse Wiard de Reynel, fils aîné d'Arnould III de Reynel, comte de Reynel, et de son épouse Hodiarde de Pierrefite, dont elle a quatre enfants.

## Source
- Marie Henry d'Arbois de Jubainville, Histoire des Ducs et Comtes de Champagne, 1865.
- Jules d'Arbaumont, Cartulaire du Prieuré de Saint-Etienne de Vignory, 1882.